# Presença de Anita (livro)
Presença de Anita é um livro de Mário Donato publicado pela primeira vez em 1948.
No ano de 2001, a Rede Globo fez uma minissérie baseada na sua história. Também teve uma adaptação para o cinema, em 1951.